# 双曲面

一葉双曲面

二葉双曲面

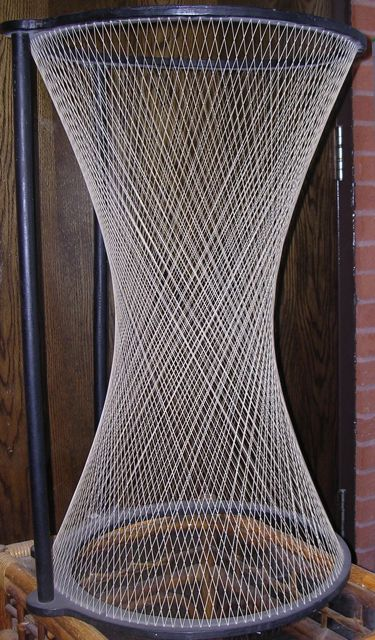
一葉双曲面を構成するワイヤーは直線である。曲面上の任意の点において、曲面に存在する2直線が存在する。この図は、一葉双曲面が二重線織面であることを示している。z軸（上下）を中心にあるワイヤーを回転させたときに一致する別のワイヤーは、もとのワイヤーとねじれの位置にある。

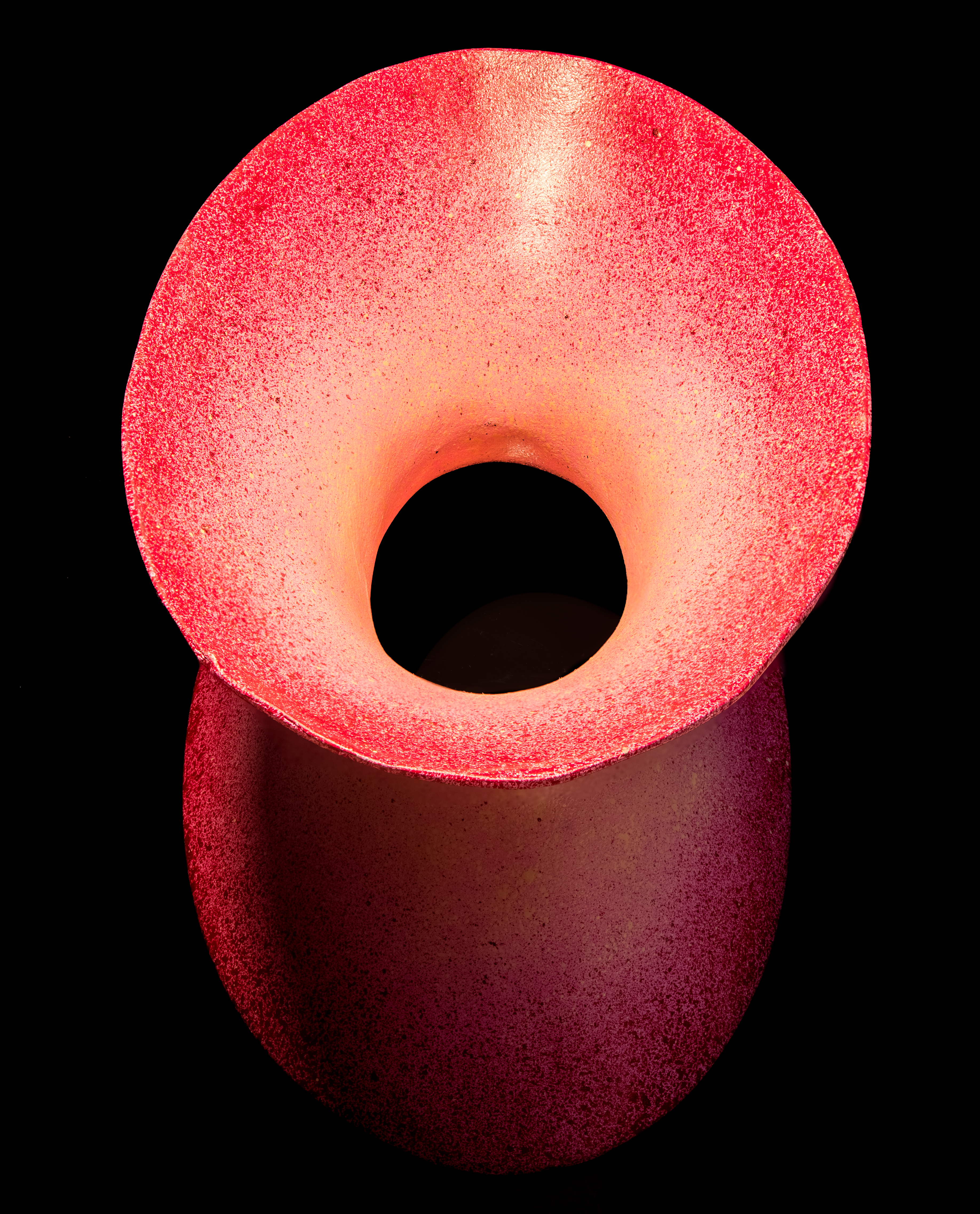
1枚の双曲面の数学的表面

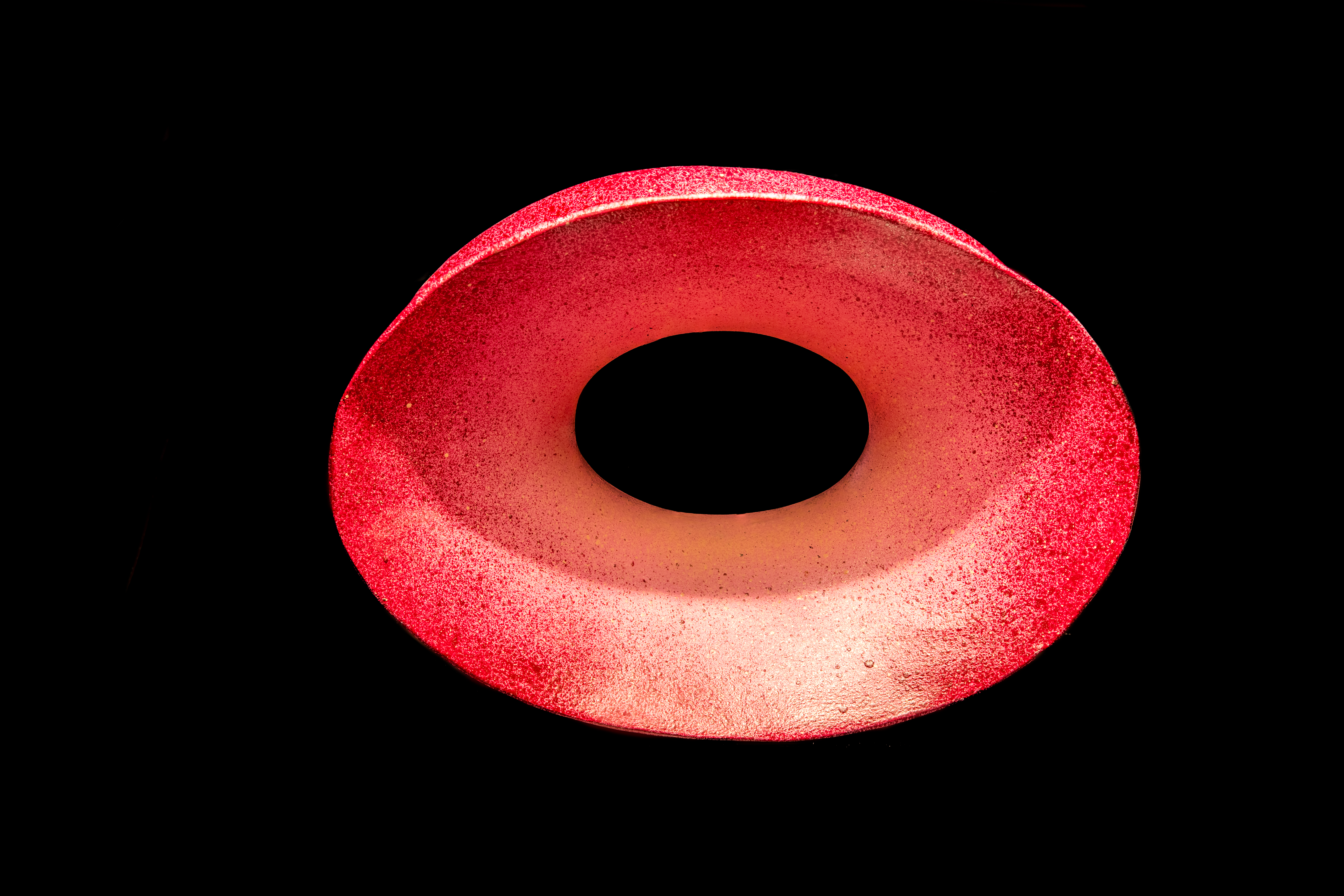
1枚の双曲面の数学的表面

数学における双曲面（そうきょくめん、英語: Hyperboloid）は、二次曲面の一種で、三次元空間内の曲面として
{\displaystyle {x^{2} \over a^{2}}+{y^{2} \over b^{2}}-{z^{2} \over c^{2}}=1} : 一葉双曲面
あるいは
{\displaystyle -{x^{2} \over a^{2}}-{y^{2} \over b^{2}}+{z^{2} \over c^{2}}=1} : 二葉双曲面
によって記述される。楕円双曲面 (elliptical hyperboloid) とも呼ぶ。a = b であるとき、またそのときに限り（双曲線の回転体となるため）回転双曲面 (hyperboloid of revolution or circular hyperboloid) と呼ばれる。

## 性質
一葉回転双曲面は双曲線をその半短軸の周りに回転させることによって得られる。対して、直線 AB を軸とする二葉双曲面は「AP − BP が一定」となる点 P の全体が成す集合として得られる（ここに AP は点 A と点 P との距離を表す）。このとき、点 A および B はこの双曲面の焦点と呼ばれる。二葉回転双曲面は双曲線をその焦点軸の周りで回転させることによっても得ることができる。
一葉双曲面は二重線織面(ruled surface)であり、もしそれが回転双曲面であるならば、ねじれの位置にある二つの直線を回転させることによって得られる。

## 退化
退化双曲面は
{\displaystyle {x^{2} \over a^{2}}+{y^{2} \over b^{2}}-{z^{2} \over c^{2}}=0}
の形に表される。a = b ならばこれは円錐を与え、そうでないならば楕円錐 (elliptical cone) を与える。
一般に k を定数として
{\displaystyle {x^{2} \over a^{2}}+{y^{2} \over b^{2}}-{z^{2} \over c^{2}}=k^{2}}
は k が 0 でないならば双曲線であり、両辺を k2 で割って正規形にすることができる。退化双曲面を“双曲面”と呼ぶのは、これの k ↓ 0 なる極限として考えるからである。

## 応用

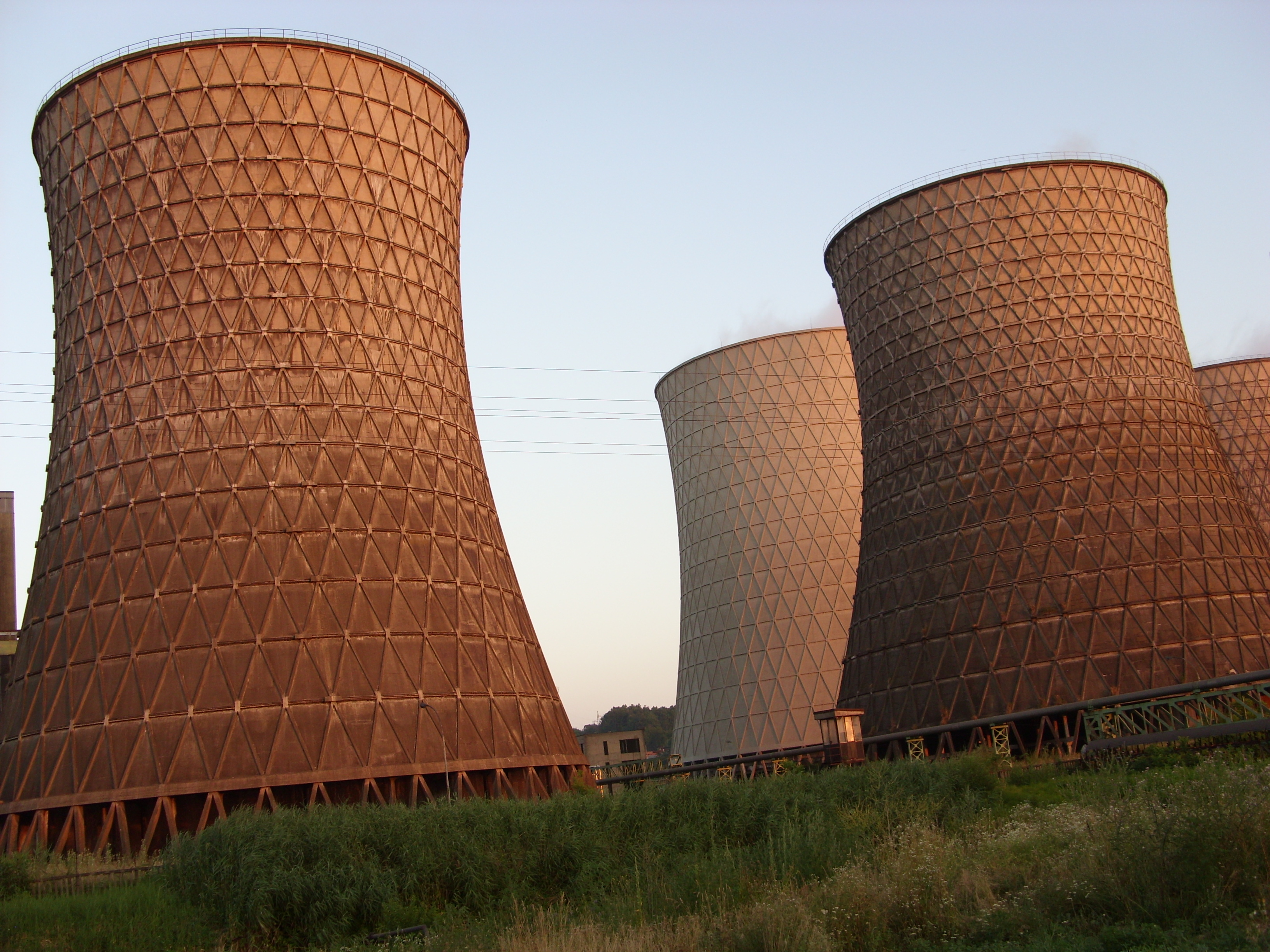
発電所の冷却塔（クーリングタワー）

一葉双曲面は構造物の設計に応用されている（双曲面構造）。双曲面構造が応用されているものとして、たとえば発電所における冷却塔などが挙げられる。一葉双曲面は複線織面なので、棒状の鉄筋から造りやすく、また構造物を覆う鉄筋の量が最少で済むなど、複数の利点がある。
1880年代にウラジーミル・シューホフが採用してから利用が進んだ。